# Philippa Schuyler

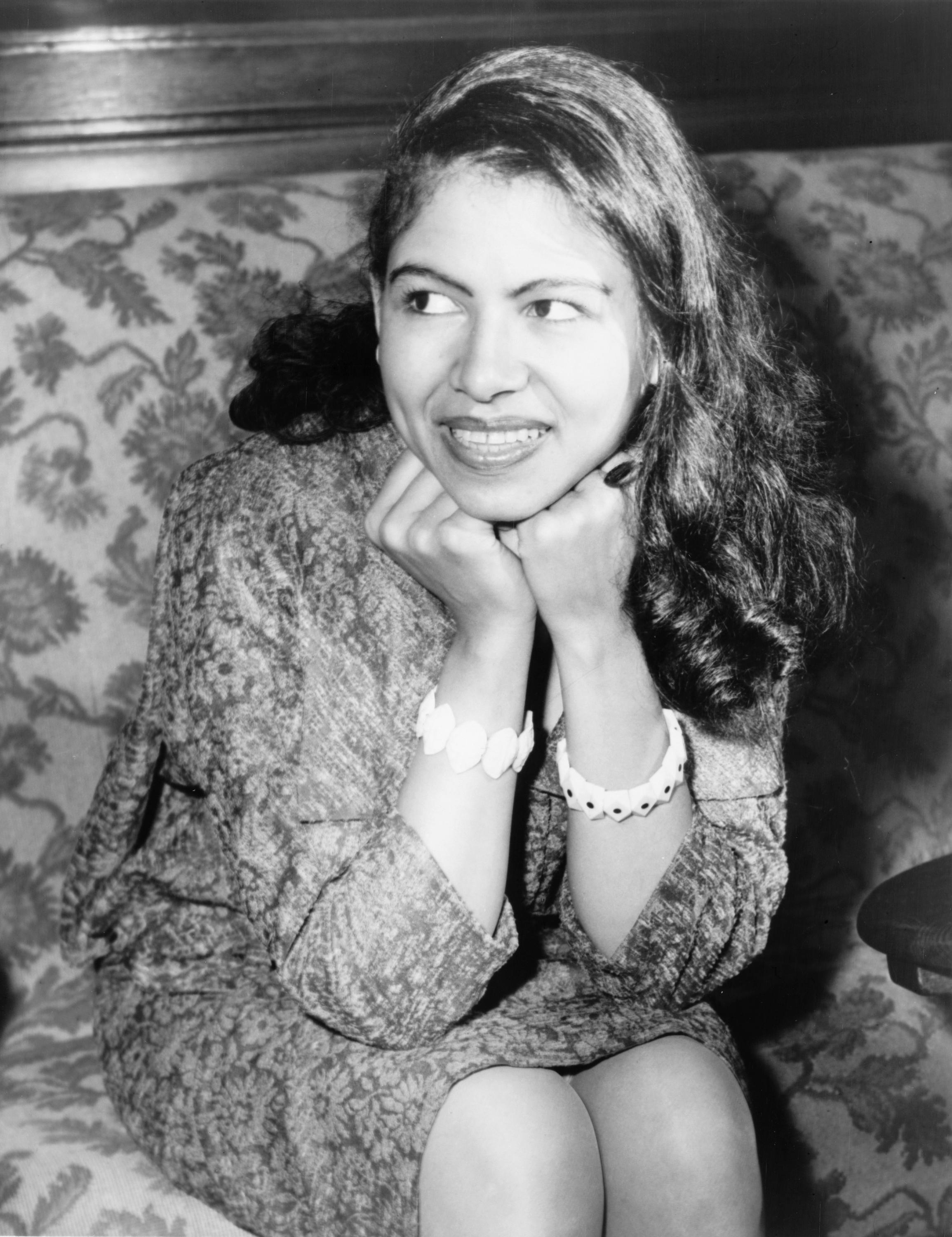
Philippa Schuyler (1959)

Philippa Duke Schuyler [ˈfɪlɪpə ˈskaɪlɚ] (* 2. August 1931 in New York City; † 9. Mai 1967 in Da Nang) war eine US-amerikanische Pianistin, Journalistin und Autorin.

## Leben
Philippa Schuyler war die Tochter des konservativen Journalisten, Redakteurs und Essayisten George Samuel Schuyler (1895–1977) und dessen Frau Josephine Lewis Cogdell (1897–1969), einer wohlhabenden Erbin aus Texas. In der Annahme, ihre Tochter dadurch fördern zu können, wurde Philippa rohköstlerisch ernährt. Nach Ansicht ihrer Eltern habe sie als Tochter eines schwarzen und eines weißen Elternteils ein besonderes Talent. Täglich wurde ihr Lebertran verabreicht. Tatsächlich erwies sie sich als Wunderkind: Mit drei Jahren begann sie Klavier zu spielen; mit fünf hatte sie ihren ersten Auftritt im Radio. Als Elfjährige ging sie auf Konzerttournee, wobei sie auch die Stücke spielte, die sie seit ihrem fünften Lebensjahr komponiert hatte. 1944 trat sie mit den New Yorker Philharmonikern auf. Sie bereiste die Welt.
Zwischen 1960 und 1969 erschienen fünf Bücher, in denen sie von ihren Erlebnissen erzählt. Sie berichtet von den rassistischen Vorurteilen die ihr begegneten. Man sehe sie als Kuriosität an.  Um ein unvoreingenommenes Publikum zu haben, trat sie auch unter dem Pseudonym Felipa Monterro auf. Schuyler wurde Journalistin. Sie schrieb auch in französischer und deutscher Sprache. In ihrem neuen Beruf berichtete sie vom Vietnamkrieg. In Vietnam starb sie nach einem Hubschrauberabsturz.